# Pareheruenemef (hijo de Ramsés III)
| pA | ra · Z1 | Hr · Z1 | R14 | a · f | A51 |

| pA | ra · Z1 | Hr · Z1 | R14 | a · f | A51 |

Pareheruenemef o Paraheruenemef (“Ra esta sobre su brazo izquierdo”) fue un príncipe egipcio, que vivió durante la dinastía XX. Era hijo del faraón Ramsés III y una de sus esposas secundarias, de la que se desconoce su nombre.

## Biografía
El hijo mayor de Ramsés III, Pareheruenemef nació antes de la ascensión al trono de su padre. Era el heredero al trono de Horus. Ostentó títulos militares, y fue el primero de los hijos reales en ocupar el cargo de primer auriga de su majestad, función que lo vincula estrechamente con su padre durante las campañas militares del reinado.
No sobrevivió a su padre, desapareciendo todo rastro del príncipe después del año 12, y cede como príncipe heredero a sus otros hermanos. Está representado en el templo funerario de un Millón de Años de su padre en Medinet Habu. Tanto él como su hermano Jaemuaset son llamados hijos primogénitos del rey; posiblemente porque fuesen los primogénitos de diferentes esposas. Sethyherjopshef es el único príncipe que no está incluido en la lista de niños reales grabada en el templo de Ramsés III.  

## Tumba
Como primer hijo del rey y heredero al trono, Pareheruenemef tuvo el privilegio de disponer su entierro en el Valle de las Reinas en la orilla occidental del Nilo en Tebas (Egipto). Fue enterrado en la QV42, que forma parte de una serie de tumbas que el rey había dispuesto para sus hijos. Tiene una planta rectilínea y es una de las mejor conservadss del Valle de las Reinas. Sus paredes están cubiertas de frescos que representan al rey acompañando a su hijo difunto, al lado de los dioses.